# Q (Звездане стазе)
У универзуму Звезданих стаза Q су екстремно моћна и хипер-интелигентна бића чији је континуум несхватљив за људе. У серијалу су показали посебно занимање за људску врсту. Себе ограђују од дешавања у овом универзуму,као и у многим другим.
Q-бића су се појавила у следећим серијалима: Звездане стазе: Следећа генерација, Звездане стазе: Дубоки свемир 9 и Звездане стазе: Војаџер.